# David Price
David Taylor Price (nacido el 26 de agosto de 1985) es un lanzador estadounidense de béisbol profesional que juega para Los Angeles Dodgers de las Grandes Ligas. Anteriormente jugó con los Tampa Bay Rays, Detroit Tigers, Toronto Blue Jays y Boston Red Sox.
Price ganó el Premio Cy Young de la Liga Americana en la temporada 2012. Ha sido invitado a cinco Juegos de Estrellas y ha sido líder en varias estadísticas de lanzadores a lo largo de su carrera.

## Carrera profesional

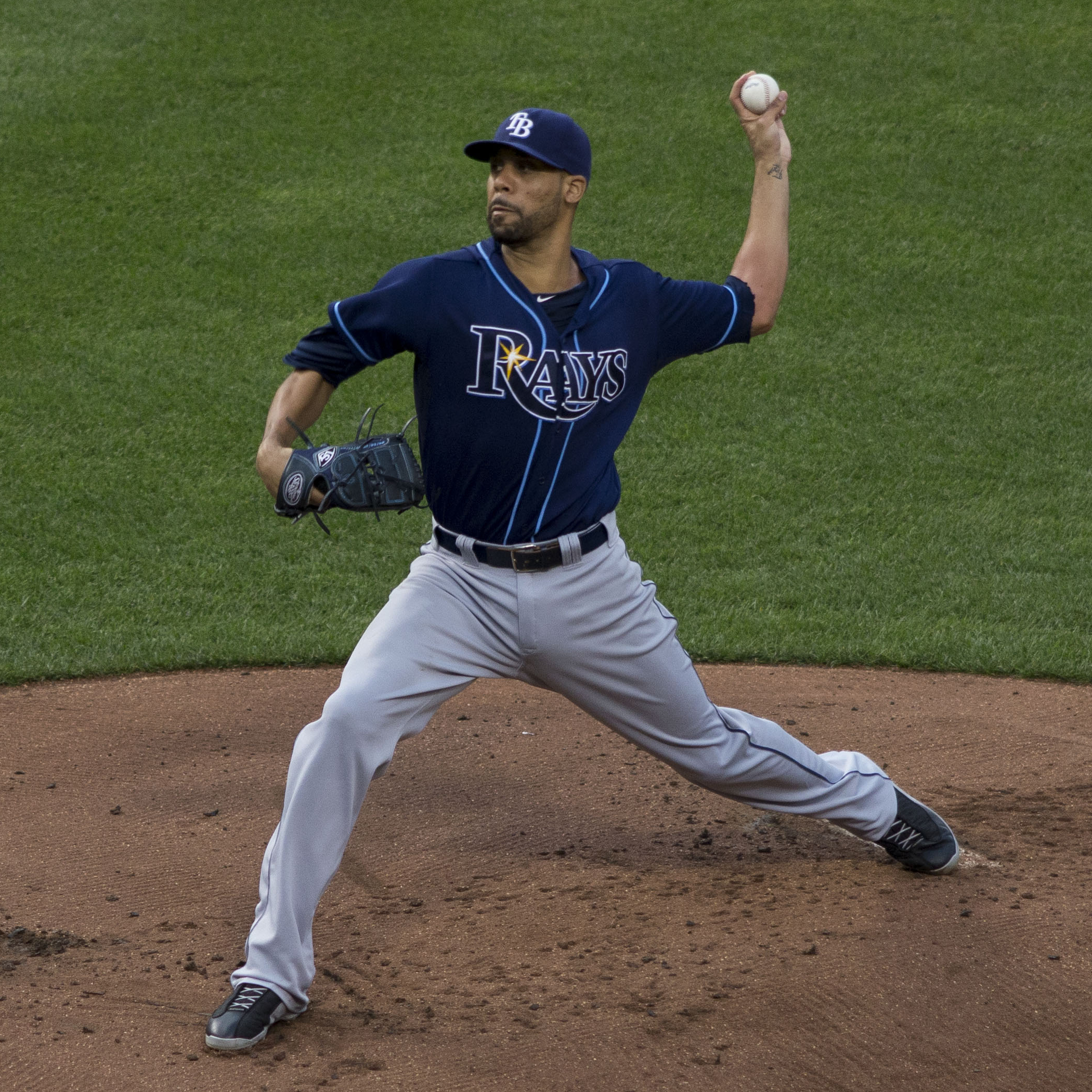
Price lanzando para los Rays de Tampa Bay en 2013.

### Tampa Bay Rays
Price fue seleccionado en la primera posición global del draft de 2007 por los Rays de Tampa Bay. Debutó en Grandes Ligas el 14 de septiembre de 2008 ante los Yanquis de Nueva York. Lanzó en el segundo juego de la Serie de Campeonato de la Liga Americana de 2008 frente a los Medias Rojas de Boston, obteniendo la victoria. Obtuvo el juego salvado en el séptimo y decisivo juego que llevó a los Rays a la Serie Mundial, en donde Price lanzó las últimas 2 1⁄3 entradas ante los Filis de Filadelfia para obtener su segundo salvamento de la postemporada.
El 30 de mayo de 2009, Price obtuvo su primera victoria en temporada regular al vencer por 5-2 a los Mellizos de Minnesota. Finalizó la temporada 2009 con marca de 10-7 y 4.42 de efectividad, 102 ponches y 54 boletos en 23 aperturas.
En la temporada 2010, Price fue el primer lanzador de la Liga Americana en alcanzar las 10 victorias, el 15 de junio. A la fecha, registraba marca de 10-2 y lideraba la liga con 2.31 de efectividad. Fue seleccionado como el lanzador abridor de la Liga Americana en el Juego de Estrellas. Finalizó la temporada con 19 victorias, 2.72 de efectividad y 188 ponches. En postemporada, perdió los juegos 1 y 5 de la Serie Divisional frente a Cliff Lee de los Rangers de Texas.
El 9 de julio de 2011, Price permitió un jonrón a Derek Jeter, el hit 3,000 en Grandes Ligas de dicho jugador. Price finalizó la temporada 2011 con marca de 12-13, 218 ponches y 3.49 de efectividad en 34 juegos iniciados.
En 2012, Price registró una marca de 20-5 y la mejor efectividad de la liga, 2.54, por lo que fue galardonado con el Premio Cy Young de la Liga Americana. Obtuvo su victoria 20 el 30 de septiembre frente a los Medias Blancas de Chicago, convirtiéndode en el primer lanzador en la historia de los Rays en alcanzar esta marca.
En 2013, Price tuvo marca de 10-8 con 3.33 de efectividad, y lideró la Liga Americana con cuatro juegos completos.
En 2014, del 4 al 25 de junio Price tuvo cinco aperturas en las que ponchó por lo menos a 10 bateadores, convirtiéndose en el octavo lanzador de la historia en lograr dicha hazaña. Aunque fue convocado a su cuarto Juego de Estrellas, no participó en el encuentro debido a haber lanzado dos días antes, por lo que fue reemplazado por Fernando Rodney. Para el 31 de julio, registró marca de 11-8, 3.11 de efectividad y 189 ponches con los Rays en 23 aperturas.

### Detroit Tigers
El 31 de julio de 2014, Price fue transferido a los Tigres de Detroit en un intercambio de tres equipos, donde Drew Smyly, Nick Franklin y Willy Adames pasaron a los Rays de Tampa Bay y Austin Jackson fue adquirido por los Marineros de Seattle. Con su nuevo equipo registró marca de 4-4, 3.59 de efectividad y 82 ponches en 77 2⁄3 entradas, para finalizar el 2014 con un récord total de 15-12, 3.26 de efectividad y liderar todas las mayores en entradas lanzadas (248 1⁄3) y ponches (271).
El 16 de junio de 2015, Price y los Tigres acordaron un salario de $19.75 millones para la temporada 2015, el mayor contrato de un año para un jugador con posibilidad de arbitraje en la historia. Fue designado como el lanzador del Día Inaugural de los Tigres, desplazando a Justin Verlander quien cumplió con dicha función por siete temporadas consecutivas. Price respondió con 8 2⁄3 entradas en blanco en la victoria por 4-0 sobre los Mellizos de Minnesota.
Fue seleccionado a su quinto Juego de Estrellas el 6 de julio de 2015, lanzando la cuarta entrada del encuentro y obteniendo la victoria por parte de la Liga Americana. Para entonces su marca era de 9-2 con 2.38 de efectividad y 115 ponches.

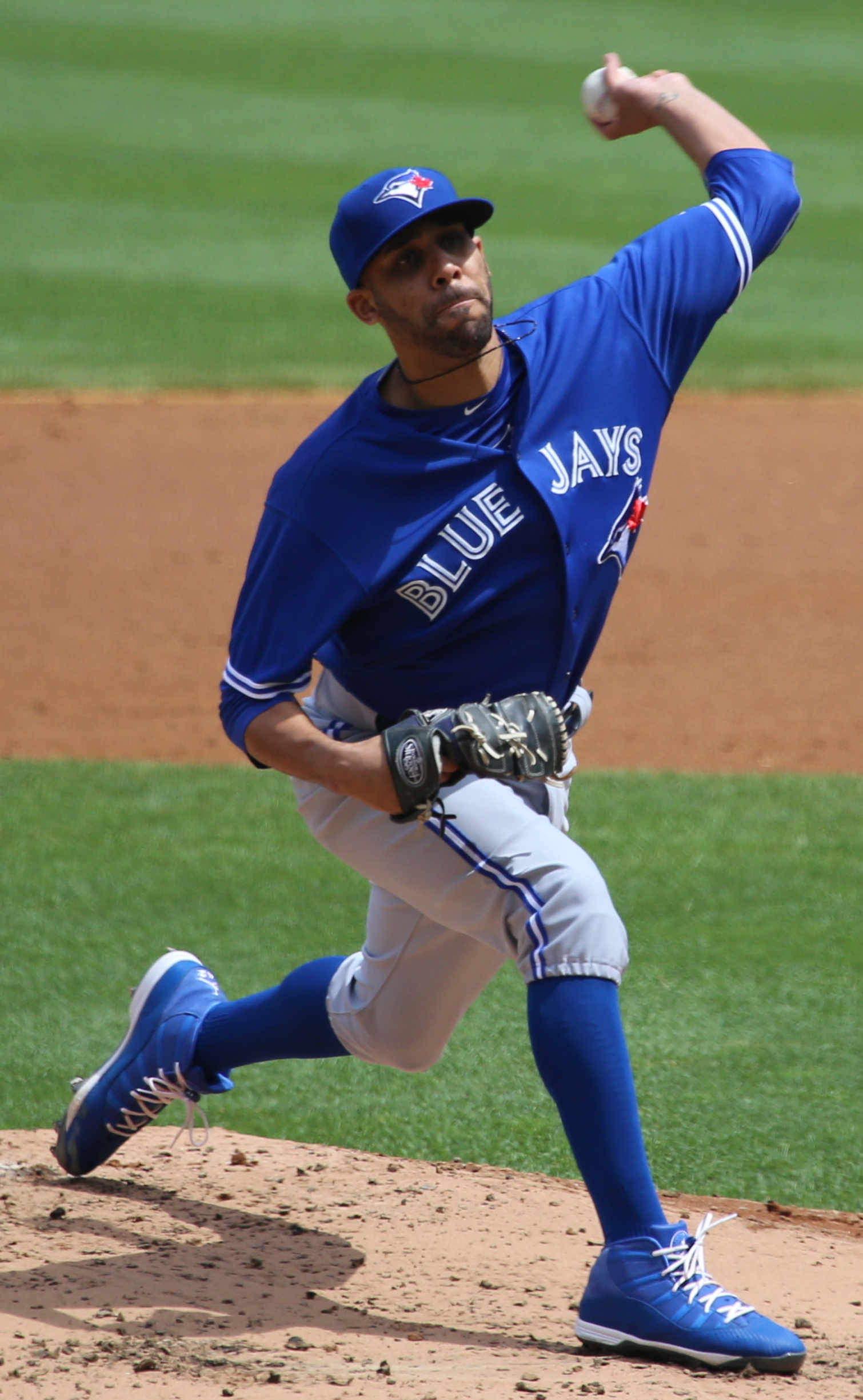
Price lanzando para los Blue Jays en 2015.

### Toronto Blue Jays
El 30 de julio de 2015, Price fue transferido a los Azulejos de Toronto a cambio de Daniel Norris, Matt Boyd, y Jairo Labourt. Debutó con los Azulejos el 3 de agosto ante los Mellizos de Minnesota, obteniendo la victoria por 5-1. El 5 de septiembre obtuvo la victoria 100 de su carrera al vencer a los Orioles de Baltimore por 5-1. En total realizó 11 aperturas con los Azulejos, dejando marca de 9-1, efectividad de 2.30 y 87 ponches. Lanzó el primer juego de la Serie Divisional, cargando con la derrota. Sin embargo, obtuvo la victoria en el cuarto juego al entrar como relevista de R. A. Dickey. Finalizó la temporada 2015 con marca de 18-5 y 2.45 de efectividad. Terminó en segundo lugar en la votación para el Premio Cy Young de la Liga Americana detrás de Dallas Keuchel.

### Boston Red Sox
El 4 de diciembre de 2015, Price firmó un acuerdo de siete años y $217 millones con los Medias Rojas de Boston.
En 2016, tuvo dos mitades de temporada muy diferentes, registrando marca de 8-6 con 4.64 de efectividad en sus primeras 18 aperturas, mientras que culminó la campaña con una excelente marca de 17-9 y 3.99 de efectividad. Lideró la Liga Americana con 230 entradas lanzadas, y sus 228 ponches fueron la segunda mejor marca de su carrera.
En 2017, Price inició la temporada en la lista de lesionados debido a una lesión en el codo que sufrió durante los entrenamientos primaverales. Fue activado el 29 de mayo, debutando en la temporada esa misma tarde ante los Medias Blancas de Chicago. Sin embargo, el 28 de julio fue colocado nuevamente en la lista de lesionados debido a una inflamación en el codo izquierdo, y regresó al equipo el 14 de septiembre, siendo usado como relevista hasta el final de la temporada. En total, tuvo 16 juegos en la temporada, once de ellos aperturas, registrando marca de 6-3 y 3.38 de efectividad.
Durante la temporada regular de 2018, Price hizo 30 apariciones (todas como aperturas) con un récord de 16-7, efectividad de 3.58 y 177 ponches en 176 entradas. En la postemporada, Price abrió el Juego 2 de la Serie Divisional contra los Yankees de Nueva York. Permitió tres carreras y tres hits y fue retirado del encuentro después de 1 1⁄3 entrada, llevándose la derrota. Este era el décimo juego de postemporada que Price había comenzado durante su carrera, los cuales habían resultado en derrotas para sus equipos. El próximo inicio de postemporada de Price fue el Juego 2 de la Serie de Campeonato contra los Astros de Houston, que los Medias Rojas ganaron por 7-5, con Price permitiendo cuatro carreras, cinco hits y cuatro bases por bolas en 4 2⁄3 entradas; se fue sin decisión ya que no completó la quinta entrada. Cuando Chris Sale no estuvo disponible para comenzar el Juego 5 de esa serie por razones de salud, Price fue llamado a comenzar de nuevo con solo tres días de descanso y se llevó la victoria, manteniendo a Houston sin anotaciones en seis entradas, permitiendo solo tres hits y ponchando a nueve. Al ganar 4-1, los Medias Rojas lograron su primer viaje a la Serie Mundial desde 2013. Fue la primera victoria de Price en 12 aperturas de postemporada en su carrera, y su tercera victoria en postemporada en general.
Price luego comenzó el Juego 2 de la Serie Mundial de 2018, manteniendo a los Dodgers a dos carreras en tres hits y tres bases por bolas en seis entradas mientras ponchó a cinco, y se llevó la victoria por 4-2. Price también lanzó un relevo sin anotaciones en el Juego 3 y calentó en el bullpen para el Juego 4. Aunque el as Chris Sale estaba disponible con descanso completo (aunque con una lesión en el hombro), Price comenzó el Juego 5, con Alex Cora razonando que un parque de la Liga Nacional podría requerir un bateador emergente que le haría quitar su abridor temprano. Price permitió un jonrón a David Freese en su primer lanzamiento, pero luego retiró 14 bateadores seguidos. Fue relevado en la octava entrada con Boston a la cabeza, 5-1; Joe Kelly y Sale consiguieron los últimos seis outs para hacerse con la victoria en la Serie Mundial.
Antes de la temporada 2019, Price anunció que cambiaría su número de uniforme de 24 a 10, un tributo a su hijo Xavier, ya que "X" representa el número romano diez. Comenzó la temporada como miembro de la rotación inicial, lanzando para un récord de 1-2 con efectividad de 3.75 en seis aperturas, hasta que fue colocado en la lista de lesionados el 6 de mayo, retroactivo al 3 de mayo, debido a una tendinitis del codo izquierdo. Fue activado el 20 de mayo obteniendo la victoria en un juego contra Toronto. Del 20 de mayo al 7 de julio, Price ganó seis decisiones seguidas. Estuvo brevemente en la lista de paternidad a principios de agosto, cuando su esposa dio a luz a su segundo hijo; en ese momento, tenía un récord de 7-4 con 3.86 ERA en 20 aperturas, con 123 ponches en 102 2⁄3 entradas. Fue incluido en la lista de lesionados el 8 de agosto, retroactivo al 5 de agosto, debido a un quiste del complejo ligamentoso triangular del carpo de la muñeca izquierda. Fue activado de la lista de lesionados el 1 de septiembre y lanzó ese día, pero luego se mantuvo fuera de la rotación debido a preocupaciones adicionales sobre su muñeca. No volvió a lanzar durante la temporada, terminando con 22 apariciones (todas como titular), registrando 128 ponches en 107 1⁄3 entradas y un récord de 7-5 con una efectividad de 4.28.

### Los Angeles Dodgers
El 10 de febrero de 2020, los Medias Rojas intercambiaron a Price, Mookie Betts y consideraciones en efectivo a los Dodgers de Los Angeles a cambio de Alex Verdugo, Connor Wong y Jeter Downs. En mayo de 2020, Price anunció que donaría $1000 a cada uno de los jugadores de ligas menores de los Dodgers en un esfuerzo por ayudar a compensar sus costos durante la pandemia de COVID-19. El 4 de julio de 2020, Price anunció que no jugaría durante la temporada 2020 acortada en medio de la pandemia de COVID-19.